# 푸루루
푸루루는 케로로 군조에 등장하는 캐릭터로 가루루 소대의 소대원으로 간호장교이다. 1970케론년 7월 1일생이다.

## 인물
어릴적부터 케로로, 기로로, 제로로(도로로)와 소꿉친구였던 관계. 케로로가 짝사랑 하는 뉘앙스를 풍긴다. 원작에선 케로로소대와 한번밖에 만나지 않았지만 애니에서는 자주 케로로소대의 기지에 놀러가는 듯하다. 어릴적부터 지금까지 상당히 어른스러운 성격이며 '아줌마'라는 말을 들으면 푸룽틱하고 뭔가 끊어지는 소리와 함께 도로로처럼 트라우마에 빠진다.

### 외관
아직 올챙이의 모습으로 연보라색의 몸과  핫핑크색의 모자를 쓰고 있다. 모자에 작은 돌기 두 개가 있는데 그곳에 작은 소품들을 넣을 수 있다고 한다. 눈동자의 색은 보라색이다. 계급장은 하트 모양이며 반은 '착함'을 뜻한다. 어릴 적엔 모자에 작은 돌기가 없었고 모자 왼쪽에 꽃을 달고 있었다.
현재 그녀의 외모는 화장빨이라는 추측이 있다. 원작에서도 같은 설정인지는 불분명하다. 애니메이션에서만 공개되었으며 얼굴에 주름이 많아 두껍게 화장을 떡칠해 가리고 있다 그 증거로 물이 튀었을 때 튕겨내는 피부 탄력을 선보인 모아와 달리  흡수되는 모습을 보였는데, 쌩얼은 케로로만 보았다.

### 신형 슈트
본부에서 지급한 신형 슈트를 사용하면 케로로소대가 사용하는 지구인슈트와 비교가 안될정도로 완벽한 지구인의 모습이 되며 레이다에도 잡히지 않는다. 푸루루가 슈트를 사용하면 분홍색의 양갈래 머리를 한 여성 성인 지구인의 모습이 되며 무기 또한 그에 맞게 커진다. 지구인 뿐만 아니라 다른 우주인의 모습도 원하는 대로 생체변화가 가능한 듯하다. 그 슈트는 A급 이상인 침략부대에게만 지급된다고 한다(케로로소대는 F급). 하지만 가루루소대에서는 푸루루 외에는 사용하지 않는 듯하다.
그러나 네티즌들 중에서는 푸루루를 제외한 가루루소대원이 슈트를 쓴 상태를 보고 싶다고 제기된다.

### 원작의 푸루루
원작에서는 푸루루가 민간 여직원이 되었다가 어릴 적부터 같이 놀던 그들과 함께하고 싶어 군에 입대했다고 한다. 첫 등장 때까지 케로로일행은 그 사실을 몰랐었고 쿠루루 외엔 그녀가 가루루소대 소속인 것을 아직 모른다. 폭발로 엉망이 된 방을 멀쩡히 되돌릴 수 있는 '공명파워'가 있다는 것을 케로로소대에게 일깨워준다. 케로로소대 기지를 한번 둘러보기만 하면서도 그 사이에 전선병 내정 조사까지 끝마쳐 은근히 무서운 모습을 보여준다. 그 후 아직 다시 등장한 적이 없다.

### 복잡한 연애사정
케로로 소대원들의 오해로 인해 죠리리를 좋아하는걸로 되어 버린데다가 바리리 준위 때문에 골치를 앓고 있다 케론군 본부에서 강제로 주최한 맞선에서 바리리는 푸루루에게 호감을 보이지만 푸루루는 영 신경을 안쓰고 차버린다. 그 때문에 바리리는 정신적으로 큰 충격을 받은 상태이다. 그러나 후에 또 케로로 소대원들이 가루루의 말에 푸루루를 사랑하는 마음이 있다는 것으로 착각하여, 논란이 되기도 했지만, 또 죠리리가 가루루와 싸우게 되자 푸루루가 말리자, 가루루가 선물을 주며 화이트데이를 따라해 본 것이여서 푸루루는 절망감에 빠지게 된다. 또 그 뒤로, 바리리가 다쳐서 돌아오는데, 그사이, 556이 바리리에게 열정을 심어주더니 바리리가 급흥분해서 대반란(?)을 일으키자 쿠루루가 말렸고, 소대원들은 푸루루한테 혼이 났다. 그리고 치료가 끝난 뒤, 바리리가 푸루루에게 데이트 신청을 하자 푸루루는 가겠다고 했다. 556이 바리리에게 '사랑, 그것은 지켜보는 것!' 이라고 해버려서 푸루루는 바리리에게 귀찮음을 많이 받았다.

### 케로로소대로 이전?
애니4기(한국판 기준)에서 케로로 소대의 건강문제가 예상외로 심각한 수준이라 생활습관을 뜯어고치기 위해 파견되었으나 아예 눌러앉았다. 하지만 상관인 가루루에겐 깍듯하게 대한다 케로로는 꼬마 시절부터 알고 지내서인지 영 신뢰가 안가서 그런지 기로로처럼 경칭을 붙이지 않는다.

## 푸루루의 호칭 리스트
| 이름   | 푸루루를 부를 때 호칭 | 푸루루가 부를 때 호칭 |
| ------ | --------------------- | --------------------- |
| 케로로 | 푸루루(쨩, 간호장)    | 케로로군              |
| 기로로 | 푸루루                | 기로로군              |
| 쿠루루 | 푸루루 간호장         | 쿠루루 상사           |
| 도로로 | 푸루루                | 제로로군              |
| 나츠미 | 푸루루                | 나츠미(쨩)            |
| 가루루 | 푸루루,푸루루 간호장  | 가루루 대장           |
| 타루루 | 푸루루 간호장님       | 타루루상병            |

## 같이 보기
- 케로로 중사
- 기로로 하사
- 타마마 이등병
- 쿠루루 상사
- 도로로 병장